# National Rugby Championship
La National Rugby Championship (Competición Nacional de Rugby en inglés) fue una competición nacional de rugby de Australia. En la liga participó una franquicia de Fiyi.
Los mejores jugadores de este torneo integraron hasta 2019 a las cuatro franquicias del país que disputan el Super Rugby. Este modelo es el mismo que sigue Sudáfrica, con su competición nacional: la Currie Cup.

## Historia

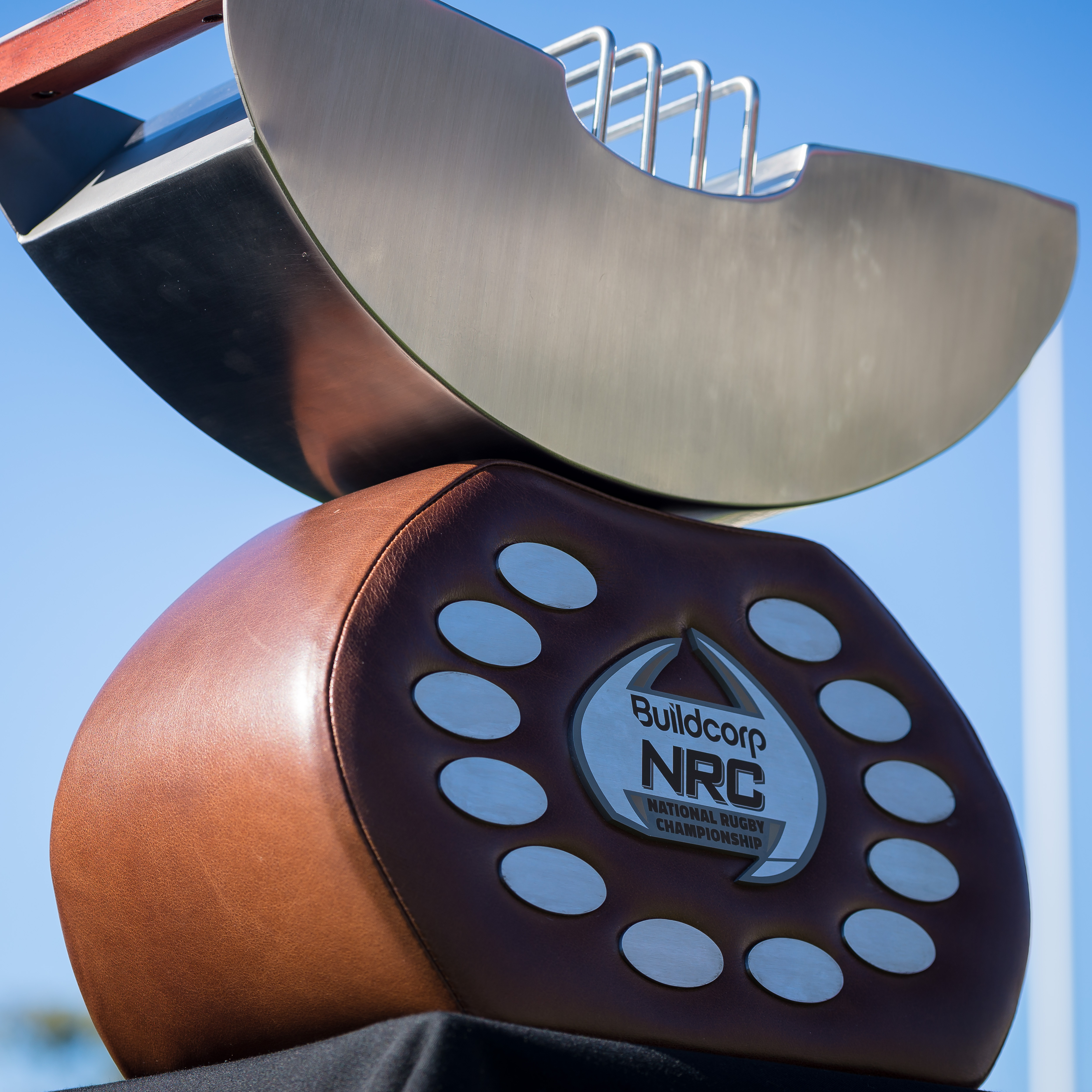
Trofeo de la competición.

En diciembre de 2013, la ARU anunció que Australia crearía una competencia de franquicias para potenciar a sus participantes del Super Rugby, similar a la Currie Cup de Sudáfrica. Se solicitó propuestas de equipos, recibiendo once ofertas que querían participar en el torneo y nueve fueron aceptadas. Se dejó abierta la posibilidad de una expansión con el transcurro del tiempo.
Se sugirió que los equipos debían jugar a una alta velocidad y con mucho juego de backs, para potenciar aún más, el clásico estilo de juego de los Wallabies. Además, la empresa japonesa ASICS fue la proveedora de la indumentaria oficial de los equipos en un primer momento.
En la temporada 2016 participaron solo ocho equipos por la desaparición de las Sydney Stars. Pero un equipo de Fiyi, Fijian Drua, se unió a la competencia en la temporada 2017.

## Formato
Los campeonatos comienzan en agosto, luego de haber finalizado el Super Rugby y se extienden hasta noviembre. Se juega paralelamente con The Rugby Championship y por los jugadores que no fueron convocados al mismo.
Es una liga donde juegan todos contra todos una vez, con cuatro partidos de local y cuatro de visitante por equipo. Los cuatro primeros clasifican a las Semifinales (1° vs 4° y 2° vs 3°) y los ganadores de estas a la Final que determina el equipo campeón de la temporada.

## Equipos
| Equipo             | Ciudad    | Estado o País        |
| ------------------ | --------- | -------------------- |
| Brisbane City      | Brisbane  | Queensland           |
| Canberra Vikings   | Canberra  | Capital Australiana  |
| Fijian Drua        | Lautoka   | Fiyi                 |
| Melbourne Rising   | Melbourne | Victoria             |
| NSW Country Eagles | Orange    | Nueva Gales del Sur  |
| Queensland Country | Ipswich   | Queensland           |
| Sydney             | Sídney    | Nueva Gales del Sur  |
| Western Force      | Perth     | Australia Occidental |

## Finales
| Campeonato | Campeón            | Resultado | Rival              |
| ---------- | ------------------ | --------- | ------------------ |
| NRC 2014   | Brisbane City      | 37–26     | Perth Spirit       |
| NRC 2015   | Brisbane City (2)  | 21–10     | Canberra Vikings   |
| NRC 2016   | Perth Spirit       | 20–16     | NSW Country Eagles |
| NRC 2017   | Queensland Country | 42–28     | Canberra Vikings   |
| NRC 2018   | Fijian Drua        | 36–26     | Queensland Country |
| NRC 2019   | Western Force      | 41–3      | Canberra Vikings   |